# Malacothrips
Malacothrips är ett släkte av insekter. Malacothrips ingår i familjen rörtripsar.
Kladogram enligt Catalogue of Life:
| Malacothrips | \| \| Malacothrips adranes \| \| \| \| \| \| Malacothrips roycei \| \| \| \| \| \| Malacothrips zonatus \| \| \| \| |
|              | \| \| Malacothrips adranes \| \| \| \| \| \| Malacothrips roycei \| \| \| \| \| \| Malacothrips zonatus \| \| \| \| |
|              | Malacothrips adranes                                                                                                |
|              | |
|              | Malacothrips roycei                                                                                                 |
|              | |
|              | Malacothrips zonatus                                                                                                |
|              | |